# 北海道道964号板谷蕗ノ台線
北海道道964号板谷蕗ノ台線（ほっかいどうどう964ごう いたやふきのだいせん）は、北海道中川郡中川町と雨竜郡幌加内町を結ぶ予定であった一般道道（北海道道）である。未供用区間および冬期通行止め区間がある。

## 概要

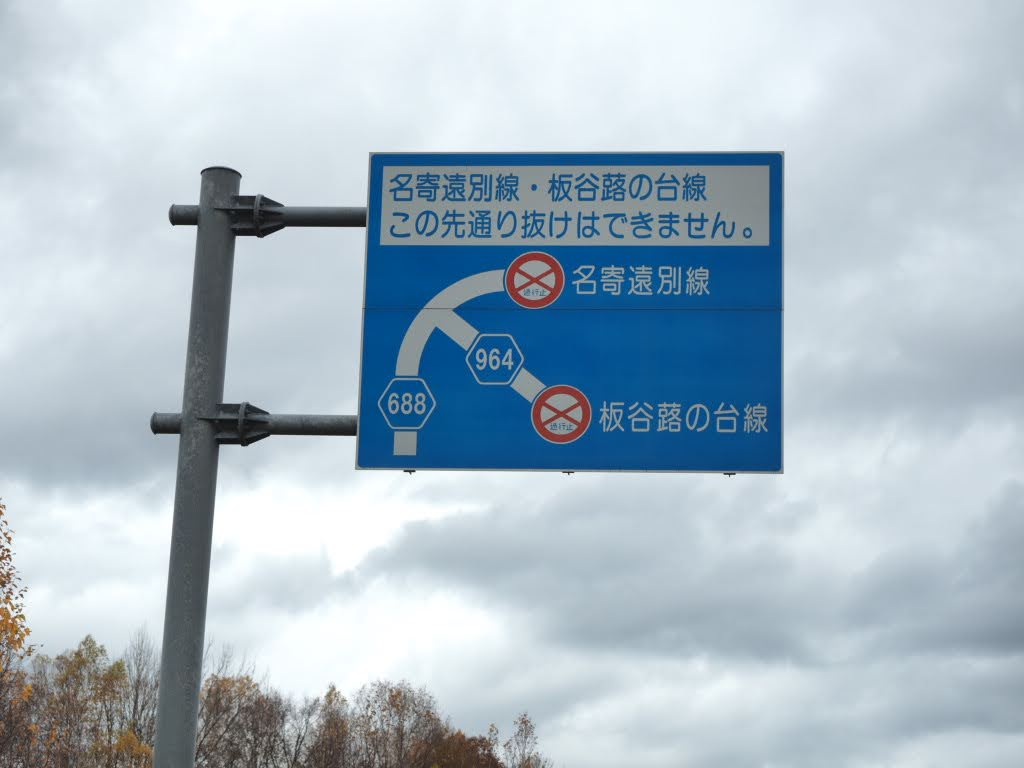
終点（幌加内町字蕗の台）付近の標識。

総延長約35 kmの路線として計画された。費用対効果が見込めないこと等から2004年（平成16年）に未着工区間の建設中止が決まり、中川町内の約14 kmと幌加内町内の約6 kmのみが供用されている。

冬期間は全線通行止めとなる。

### 路線データ
- 起点：北海道中川郡中川町字板谷（北海道道118号美深中川線・北海道道218号板谷佐久停車場線交点）
- 終点：北海道雨竜郡幌加内町字蕗の台（北海道道688号名寄遠別線交点）
- 総延長：20.576 km
- 実延長：20.562 km
- 重用延長：0.014 km
- 未舗装延長：13.433 km

### 道路管理者
- 上川総合振興局 旭川建設管理部 美深出張所
- 上川総合振興局 旭川建設管理部 事業課

## 歴史
- 1978年（昭和53年）10月14日 - 路線認定[2]。同年11月1日から工事開始[3]。
- 2004年（平成16年）6月３日 - 未着工区間（16.4km）の建設中止が決まる[3]。既開通区間同士は分断されたまま、両町側とも北海道道964号として運用[1]。

## 路線状況

### 未供用区間
- 中川町字板谷 - 幌加内町字蕗の台

### 冬期交通規制（通行止め）
- 中川町字板谷153〔起点〕（板谷第4ゲート） - 中川町字板谷国有林36林班（板谷第3ゲート）
区間延長：14.8 km
- 幌加内町字蕗の台（板谷ゲート） - 幌加内町字蕗の台（終点）
区間延長：5.7 km

### 道路施設

#### 常設型ゲート
- 板谷第4ゲート（中川町字板谷153〔起点〕）
- 板谷第3ゲート（中川町字板谷国有林36林班）
- 板谷ゲート（幌加内町字蕗の台）

## 地理

### 通過する自治体
- 上川総合振興局
  - 中川郡中川町
  - 雨竜郡幌加内町

### 交差する道路
中川町
- 北海道道118号美深中川線 - 字板谷（起点）
- 北海道道218号板谷佐久停車場線 - 字板谷（起点）

幌加内町
- 北海道道688号名寄遠別線 - 字蕗の台（終点）